# Dren, Pernik
Dren (în bulgară Дрен) este un sat în comuna Radomir, regiunea Pernik,  Bulgaria. 

## Demografie
Componența etnică a satului Dren
     Nicio identificare (6,89%)
     Bulgari (93,1%)
     Altele (0%)
La recensământul din 2011, populația satului Dren era de 1.175 locuitori. Din punct de vedere etnic, majoritatea locuitorilor (93,1%) erau bulgari. Pentru 6,89% din locuitori nu este cunoscută apartenența etnică.